# Frédéric-Armand de Schomberg
Pour les articles homonymes, voir Schomberg.
Frédéric-Armand de Schomberg, dit le maréchal de Schomberg (17 décembre 1615 – 11 juillet 1690), est le plus célèbre des réfugiés huguenots et l'un des militaires français les plus connus à l'extérieur de la France.
Il est le général en chef de l'armée qui installe en 1688 sur le trône d'Angleterre, le prince et premier ministre de Hollande Guillaume d'Orange, lors de la Glorieuse Révolution d'Angleterre. Il remporte la bataille de la Boyne contre l'armée catholique franco-anglaise.

## Biographie
Né à Heidelberg en 1615, le comte et futur duc de Schomberg est le fils de Hans Meinhard von Schönberg, grand maréchal du Haut et Bas Palatinat, et d'Anne Dudley. 
Il dirige successivement des armées de six pays : Suède (1634), France (1635), Portugal, Prusse, Hollande et Angleterre, sans jamais renier sa foi protestante, qui amène en 1685 Louis XIV et son nouveau ministre de la défense Louvois à le chasser des honneurs et des fonctions.
À 17 ans, Schomberg se fait connaître sous les ordres de Frédéric-Henri d'Orange-Nassau puis de Bernard de Saxe-Weimar à la bataille de Nördlingen en 1634. Passé au service de Louis XIII, il se distingue à nouveau, en Franche-Comté contre les Impériaux. De 1639 à 1650, il sert de nouveau Frédéric-Henri d'Orange, puis son fils Guillaume II d'Orange-Nassau. En 1650, il retourne en France, achète la charge de capitaine des gendarmes écossais et participe à la guerre contre l'Espagne. Nommé maréchal de camp en 1652, puis lieutenant-général en 1655, il aide en 1660 le roi Alphonse VI de Portugal à vaincre les Espagnols lors de la Guerre de Restauration.
Veuf en premières noces de Jeanne Elisabeth de Schomberg, sa cousine germaine, Frédéric de Schomberg se remarie à Paris en 1669 avec Suzanne d'Aumale, une des précieuses, fille de Daniel d'Aumale, chevalier, seigneur d'Haucourt, Marcelcave, et de Françoise de Saint Pol. Elle mourra en 1688.

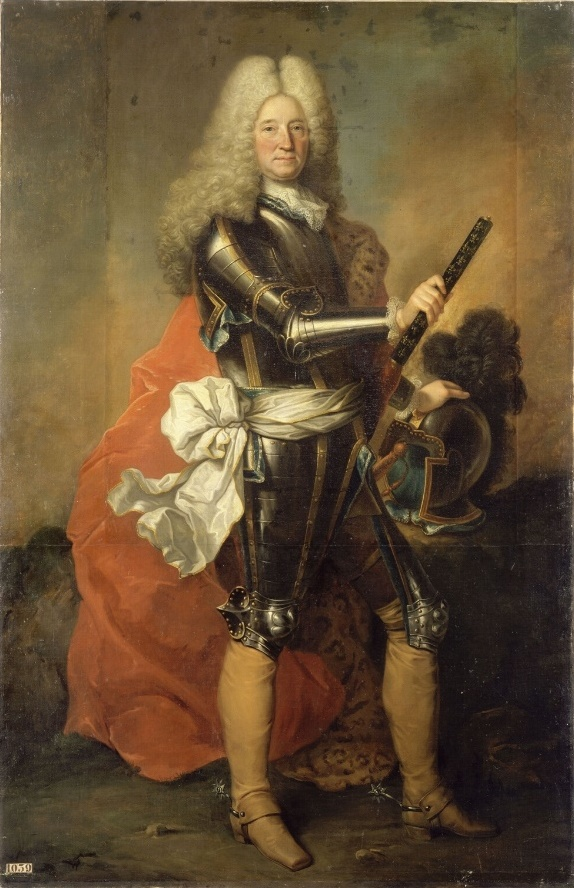
Le comte de Schomberg, maréchal de France en 1675.

Revenu en France en 1668, il reçoit en février 1674 le commandement de l'armée de Catalogne. La défense de la frontière n'est assurée que par de mauvaises milices, et le fort de Bellegarde vient de tomber. Schomberg ajoute quinze bataillons, lève douze compagnies de miquelets et fait assurer la garde des places par 1 500 bourgeois du Languedoc. Il entre dans l'Empordan, s'empare de Figueres, d'Empúries et d'un fort dominant Gérone. Puis il revient en Roussillon et reprend Bellegarde le 29 juillet 1675. Il est nommé maréchal de France le 30 juillet.
En janvier 1676, il passe à l'armée de Flandre. Il oblige Guillaume III d'Orange-Nassau à lever le siège de Maastricht, que le comte de Calvo défend depuis cinquante jours ; puis prend Cambrai et Valenciennes. En 1684 il s'empare de Luxembourg.
Protestant, il refuse d'abjurer sa foi lors de la révocation de l'édit de Nantes (1685) et doit passer à l'étranger, d'abord au Portugal, puis en Brandebourg où il devient généralissime de la toute nouvelle Prusse de Frédéric-Guillaume Ier. 
Le roi catholique d'Angleterre Jacques II inquiète alors les protestants, les intellectuels, et même une partie des catholiques anglais, soucieux de ne pas le voir rééditer outre-Manche les persécutions et dragonnades de Louis XIV. En 1688, Guillaume III d'Orange rassemble une armée de 15 000 hommes, dont 3 000 réfugiés huguenots, encadrée par les français qui ont combattu sous Schomberg depuis des décennies, et ont dû se réfugier en Hollande. Un objectif les unit : chasser Jacques II du pouvoir. Il est atteint, mais la vie sauve est laissée à ce dernier qui fuit en Irlande puis en France, d'où il tentera un débarquement en 1692, lors de la bataille de la Hougue, dans le Cotentin.
Le maréchal Schomberg meurt à 74 ans aux côtés de son fils Ménard, en 1690 au moment où il défait les troupes jacobites irlandaises, alliées aux hommes de Louis XIV, à la bataille de la Boyne (11 juillet 1690), près de Drogheda, au nord de Dublin. Après cette victoire, plusieurs centaines de huguenots s'installent en Irlande, à Dublin, alors toute petite ville. Schomberg y fut inhumé dans la cathédrale anglicane Saint-Patrick. Son monument funéraire érigé en 1731 et l'épitaphe latine rédigée par Jonathan Swift sont toujours visibles.
Guillaume III d'Orange, devenu roi d'Angleterre l'avait fait duc et pair du royaume, mais ce titre n'est pas transmissible héréditairement et son fils ne sera que comte. Ce dernier, le comte Ménard de Schomberg prendra la tête de 2 000 réfugiés huguenots d'Angleterre et d'Irlande pour aller défendre les protestants des Alpes en 1692, en particulier lors du siège de Chateau-Queyras.

## liens externes
- Ressources relatives aux beaux-arts :   - British Museum
  - National Portrait Gallery
- Notices dans des dictionnaires ou encyclopédies généralistes :   - Britannica
  - Deutsche Biographie
  - Dictionary of Irish Biography
  - Enciclopedia De Agostini
  - Gran Enciclopèdia Catalana
  - Internetowa encyklopedia PWN
  - Oxford Dictionary of National Biography
  - Visuotinė lietuvių enciklopedija
- Notices d'autorité :   - VIAF
  - ISNI
  - BnF (données)
  - IdRef
  - LCCN
  - GND
  - Pays-Bas
  - Pologne
  - Israël
  - WorldCat